# Краљевина Славонија
Краљевина Славонија (лат. Regnum Sclavoniae, мађ. Szlavón Királyság) је била једна од крунских земаља (круновина) у саставу Краљевине Угарске, са којом је чинила део Хабзбуршке монархије, односно Аустријске царевине. Настала је уздизањем средњовековне Бановине Славоније на степен круновине у рангу краљевине (лат. regnum). Тај процес је довршен крајем 15. века, када су угарски краљеви у свој владарски наслов увели и титулу краља Славоније (лат. Rex Sclavoniae). Током раног нововековног раздобља, дошло је до значајних промена у геополитичком значењу појма Славоније. Све до Бечког рата (1683—1699), државно подручје Краљевине Славоније обухватало је матичне старославонске области између Покупља и Драве, са жупанијама Загребачком, Крижевачком и Вараждинском. Тек након ослобођења такозване турске, односно доње Славоније, геополитички појам Краљевине Славоније је током 18. века знатно измењен, путем проширивања на целокупно новостечено подручје између речних токова Саве и Драве, док је на другој страни стара област горње Славоније подведена под појам Хрватске. Упоредо са таквим ширењем појма Хрватске, у старим славонским областима је започео и процес хрватизације.
Након ослобођења доње Славоније и Срема од турске власти, ова подручја су почетком 18. века стављена под заједничку војну и коморску управу, чиме је у тим областима успостављена непосредна власт бечког двора. Такво решење није одговарало угарским великашима, који су желели да се у поменутим областима уведе угарска жупанијска управа. У исто време, хрватски великаши су се позивали на управну заједницу Хрватске са (старом) Славонијом, захтевајући да се доња Славонија стави под управу бана и сабора. Решење је постигнуто средином 18. века, када су подручја доње Славоније и Срема подељена на две управне области, од којих је прва обухватала три жупаније: Пожешку, Вировитичку и Сремску. У исто време, на пограничним подручјима доње Славоније и Срема створена је посебна војно-управна област, односно Нова славонска крајина. Такво стање је опстало до 1848. године, односно до 1867. године.

## Историја
Током раног нововековног раздобља, од 16. до 18. века, дошло је до постепеног управног обједињавања старе Краљевине Славоније са суседном Краљевином Хрватском. Већ од краја 15. века, поменуте краљевине су имале заједничког бана, а кључни корак ка стварању заједничке земаљске управе учињен је 1558. године, када је Сабор Краљевине Хрватске спојен са Сабором Краљевине Славоније. Међутим, тиме није била створена јединствена хрватско-славонска краљевина (што је учињено тек 1867. године), већ је свака од поменутих краљевина задржала своју државно-правну посебност, под окриљем заједничке управне структуре. Од тог времена, земаљским пословима обе краљевине је поред заједничког бана управљао и заједнички сабор, а локалну власт су као и до тада вршиле жупаније. Управно седиште заједничког сабора и бана налазило се у старославонском граду Загребу.
Током прве половине 16. века, након освајања јужноугарских жупанија (Сремске, Вуковске и Пожешке), које нису припадале Краљевини Славонији, Турци су у склопу даљег напредовања према западу освојили и источну половину Крижевачке жупаније, која је припадала поменутој круновини. На том подручју, Турци су основали Пакрачки санџак. Турским освајањем најисточнијег дела Краљевине Славоније створена је Турска Славонија, која је називана и доњом Славонијом, ради разликовања од западног дела Краљевине Славоније, који је остао код хабзбуршком влашћу, а за који је употребљаван назив горња Славонија. Ради одбране тих крајева од турских напада, на пограничним подручјима горње Славоније створена је током 16. века посебна војно-управна област, позната као Славонска крајина.
Све до 18. века, већину становништва у областима горње Славоније чинили су етнички Славонци, који су на том простору били староседеоци, док су мањи део становништва чинили новодосељени Хрвати, који су у време турске најезде избегли из матичних хрватских области, као и новодосељени Срби, који су по основу своје војне службе уживали посебне повластице. Почевши од 18. века, етнички Славонци су упоредо са геополитичким ширењем појма Хрватске потпали под удар хрватизације, која је на тим просторима захватила и део српског становништва.
Током Бечког рата (1683—1699), целокупно подручје између Саве и Драве ослобођено је од турске власти, након чега се пред бечки двор поставило питање о управном уређењу тих области. Иако је западни део тог подручја у предтурским временима припадао Крижевачкој жупанији у оквиру Краљевине Славоније, хабзбуршке власти нису прихватиле великашке захтеве за стављањем тог подручја под жупанијску, односно саборску и банску власт, већ су све новостечене крајеве, укључујући и суседну пожешко-вуковску област, ставиле под војну и коморску управу. Ово решење је сматрано привременим, тако да се питање о правима Краљевине Славоније налазило у самом средишту свих потоњих расправа о будућности тог подручја. Управо у то време, дошло је до наменског проширивања појма Славоније према истоку, све до Дунава, тако да се у доњу Славонију почела рачунати и читава пожешко-вуковска област, иако то подручје у предтурском раздобљу није улазило у састав Краљевине Славоније, пошто су средњовековне жупаније Пожешка и Вуковска, а такође и Сремска, биле у саставу уже Угарске. На другој страни, целокупно подручје предратне, односно горње Славоније почело се подводити под појам Хрватске. Таквим проширивањем на једној и сужавањем на другој страни, појам Славоније је током 18. века знатно "померен" од запада према истоку.
Након подужих преговора са угарским великашима, државне власти у Бечу су 1741. године прихватле сталешки захтев за укидањем коморске управе у областима доње Славоније. Управна реформа је спроведена током 1745. године, када је извршено коначно разграничење између пограничних области које су остале у саставу Славонске крајине и унутрашњих области које су стављене под жупанијску управу. Тада су на подручју доње Славоније створене три жупаније: Пожешка, Вировитичка и Сремска. Иако су ове доњославонске жупаније сматране саставним делом Краљевине Славоније, њихов државно-правни положај је био веома посебан. На једној страни, ове жупаније су потпадале под земаљску надлежност заједничког бана и заједничког сабора у Загребу, док су на другој страни добиле право да самостално шаљу своје представнике у сабор Краљевине Угарске, који је задржао непосредну надлежност над решавањем пореских и других управних питања на подручју поменутих жупанија. Тиме је на подручју доње Славоније створена својеврсна двојна управа, која током читаве друге половине 18. и прве половине 19. века била предмет спора између угарског сабора у Пожуну и хрватско-славонског сабора у Загребу. Користећи такво стање, доњославонске жупаније су често избегавале да шаљу своје представнике на саборска заседања у Загребу, тврдећи да управна надлежност над тим подручјем припада угарском сабору.
Током револуције (1848—1849), Краљевина Славонија је заједно са Краљевином Хрватском постала посебна управна област у оквиру Аустријске царевине, без икаквих државно-правних веза са Краљевином Угарском. У ово доба су делови Срема издвојени из Краљевине Славоније и прикључени новоформираном Војводству Србије и Тамишког Баната, али су после укидања војводства 1860. године поново припали Краљевини Славонији.
Мађарски државници нису желели да признају одвајање Хрватске и Славоније од Угарске, тако да је питање о статусу тих краљевина постало једно од најзначајнијих питања унутрашње политике. Након дугих преговора, мађарски државници су 1867. године успели да приморају владу у Бечу на склапање Аустро-угарске нагодбе, којом су Хрватска и Славонија поново укључене у државно-правни поредак Краљевине Угарске. Тада је извршено и потпуно државно-правно спајање Краљевине Хрватске са Краљевином Славонијом, чиме је створена јединствена Краљевина Хрватска и Славонија.

## Становништво
Према подацима из 1790. године, у Краљевини Славонији су становале следеће етничке групе:
- Срби = 131.000 (46,8%)
- Хрвати = 128.000 (45,7%)
- Мађари = 19.000 (6,8%)
- Немци = 2.000 (0,7%)

Према вероисповести, било је:
- Католика = 146.000 (52,1%)
- Православних = 131.000 (46,8%)
- Протестаната (Калвиниста) = 3.000 (1,1%)